# GBI: German Bold Italic
»GBI: German Bold Italic« je singl z albuma Towe Tei, Sound Museum (1998). Pesem je posnela v sodelovanju z avstralsko pevko Kylie Minogue. V tistem času je bila Towa Tei najbolje prepoznavna kot ena od DJ-jev za newyorško klubsko senzacijo Deee-Lite, saj je producirala njihovo največjo uspešnico »Groove Is In The Heart« (in se pojavila v promocijskem videospotu za pesem; nekateri odlomki iz pesmi so bili uporabljeni tudi v tem singlu); Kylie Minogue pa je bila v tistem času na eni najnižjih točk v svoji karieri - kritiki so sicer pozdravljali konec njene pogodbe z založbo Deconstruction Records, a javnost njenega albuma Impossible Princess ni sprejela najbolje. Ta pesem je po vsej verjetnosti najmanj uspešna pesem Kylie Minogue.

## Videospot
Videospot za pesem »GBI: German Bold Italic« velja za enega od daleč najbolj čudaških videospotov Kylie Minogue. V videospotu se oblečena v gejšo sprehaja po New York Cityju ali pa takrat tridesetletno pevko, oblečeno kot psa, v svojem naročju nosi njen fant. Videospot je režiral njen takratni fant Stéphane Sednaoui in ni izšel preko nobene od njenih kompilacij, a remix pesmi so skupaj z deli iz videospota izdali na DVD-ju s posnetki s turneje Fever Tour, izdanem leta 2002. Videospot je izšel na uradni spletni strani Stéphanea Sednaouija in na YouTubeu.
Pesem sama temelji na imenu pisave German Bold Italic. S to pisavo so napisali naslov pesmi na naslovnici singla. Pesem je izšla kot samostojni singl in kot dodatna pesem z albuma Sound Museum.

## Nastopi v živo
Kylie Minogue je s pesmijo nastopila samo med plesnimi uvodi, in sicer na naslednjih turnejah:
- KylieFever2002
- KylieX2008 (skupaj z odlomki z začekta pesmi »Sometime Samurai«)

## Dosežki na lestvicah
Izšlo je veliko remixov pesmi, ki so poželi velik uspeh na Japonskem, vendar pesem ni dosegla velikega komercialnega uspeha v Avstraliji in Združenem kraljestvu, saj je zasedla petdeseto mesto na avstralski in triinšestdeseto na britanski glasbeni lestvici. Zaradi tega ni pesem izšla na nobeni kompilaciji Kylie Minogue in vse pravice je obdržala založba Athrob. DJ Wilde Rose iz Melbournea je pesem prvič zavrtel na avstralskih radijih potem, ko mu je Kylie Minogue dala avtorske pravice za to. Do danes ostajata dobra prijatelja.
| Lestvica (1998)                     | Dosežek |
| ----------------------------------- | ------- |
| Velika Britanija (UK Singles Chart) | 63      |
| Avstralija (ARIA)                   | 50      |
| Japonska (Oricon)                   | 20      |